# Futebol Clube Juventude
El Futebol Clube Juventude es un equipo de fútbol del barrio de Morro de Curral en la ciudad de Espargos de la isla de Sal en Cabo Verde. Juega en campeonato regional de Sal, una de las ligas regionales que conforman el fútbol del país.

## Palmarés
- Campeonato regional de Sal: 2

1998-99 y 2011-12
- Copa de Sal: 2

2014, 2016

## Otras secciones y filiales
El club dispone de un equipo femenino de balonmano.